# Jinanathapura
Jinanathapura ist ein ca. 300 Einwohner zählendes Dorf im Gemeindebezirk (taluk) von Channarayapatna im Süden des indischen Bundesstaats Karnataka. Der Ort ist bekannt durch einen mittelalterlichen Jain-Tempel (basadi) im Stil der Hoysala-Architektur.

## Lage
Das Dorf Jinanathapura liegt in einer Höhe von ca. 850 m ü. d. M. etwa 55 km (Fahrtstrecke) südöstlich der Distriktshauptstadt Hassan bzw. nur ca. 2,5 km nördlich der Jain-Heligtümer von Shravanabelagola. Das Klima ist subtropisch; Regen fällt zumeist in den Monaten Mai bis Oktober.

## Bevölkerung
Die mehrheitlich Kannada sprechende Bevölkerung des Ortes besteht nahezu ausschließlich aus Hindus. Der männliche und der weibliche Bevölkerungsanteil sind in etwa gleich hoch.

## Wirtschaft
Traditionell spielt die Landwirtschaft die größte Rolle im wirtschaftlichen Leben; angebaut werden Getreide, Linsen und Gemüse aller Art.

## Geschichte
Im Mittelalter war Jinanathapura Bestandteil des Hoysala-Reiches, welches im 14. Jahrhundert vom Vijayanagar-Reich abgelöst wurde. Haidar Ali und sein Sohn Tipu Sultan okkupierten die Macht von 1760 bis 1799; danach dominierten die Briten. Ob der Ort schon vor der Tempelgründung existierte oder sich erst danach entwickelte, ist unklar.

## Sehenswürdigkeiten

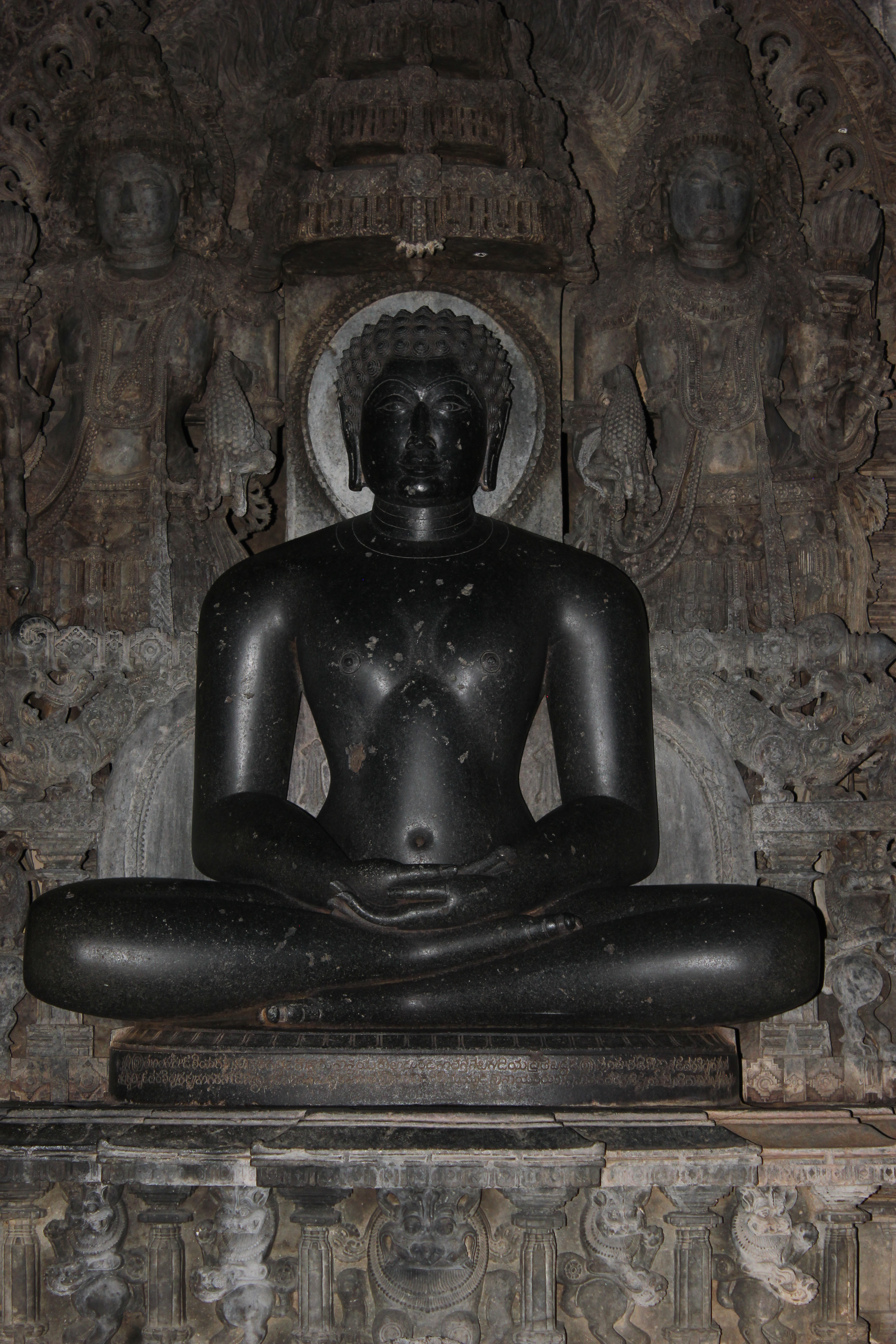
Tirthankara Shantinatha

- Hauptsehenswürdigkeit des Ortes ist der dem 16. Jain-Tirthankara Shantinatha geweihte Tempel (basadi) aus der Hoysala-Zeit. Er wurde von einem ranghohen Militär oder Hofbeamten des Königs Vira Ballala II. um das Jahr 1200 gestiftet und ist einer der wenigen noch erhaltenen Jain-Tempel der Hoysalas. Der turmlose, aber auf einer ca. 1 m hohen Umgangsplattform (jagati) stehende Tempel besteht aus drei ineinander übergehenden Bauteilen: Cella (garbhagriha), Vorraum (antarala oder sukhanasi) und Vorhalle (mandapa oder navaranga). Die Außenwände sind reich gegliedert und mit insgesamt 68 Figuren (Tirthankaras, Yakshas sowie einigen hinduistischen Göttern und Musikantinnen bzw. Tänzerinnen) geschmückt. Die Specksteinsäulen der Vorhalle sind gedrechselt; die Deckensegmente sind reich verziert. In der Cella befindet sich die aus schwarzem Stein gearbeitete und etwa lebensgroße Sitzfigur des Jaina-Tirthankaras Shantinatha; sie trägt die Jahreszahl 1200.
- Ein weiterer Jain-Tempel (Aregal Basadi oder Parshwanatha Basadi) liegt nur wenige hundert Meter entfernt; er ist hauptsächlich aus Ziegelstein erbaut.
- Auch der Bhandara Basadi zeugt von der Bedeutung der Region für die Jain-Religion.

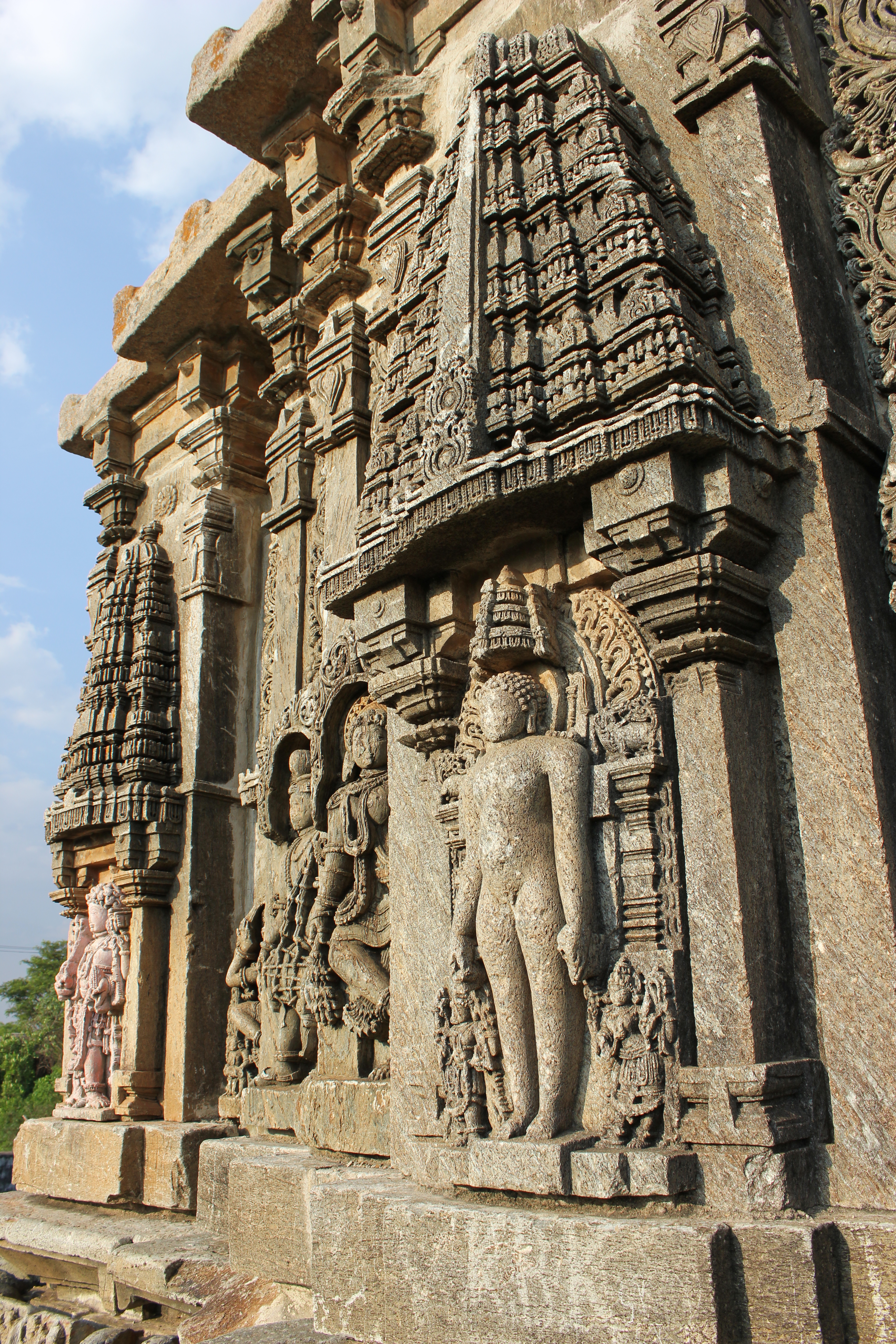
Außenwandfiguren
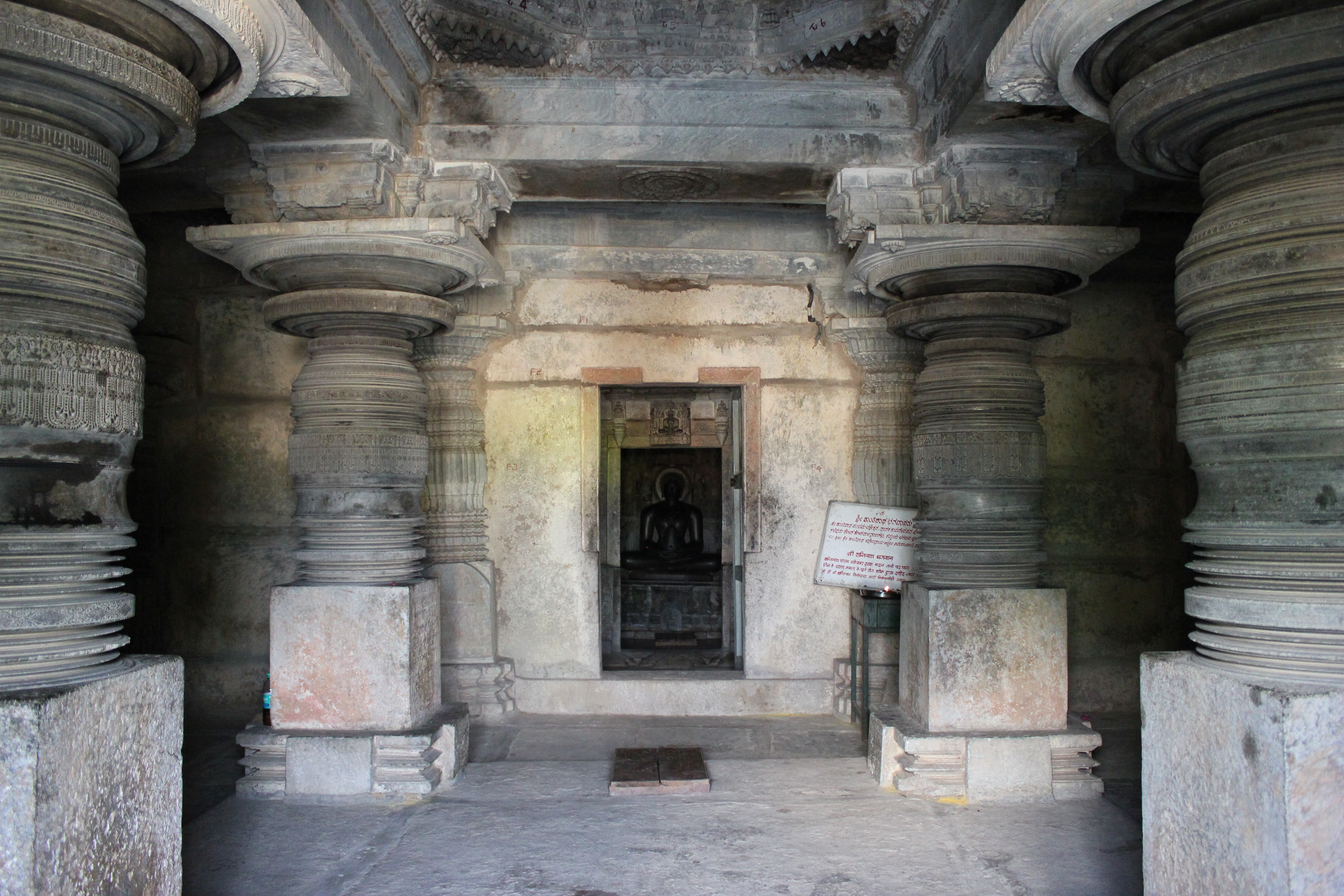
Vorhalle (mandapa) des Shantinatha-Basadi
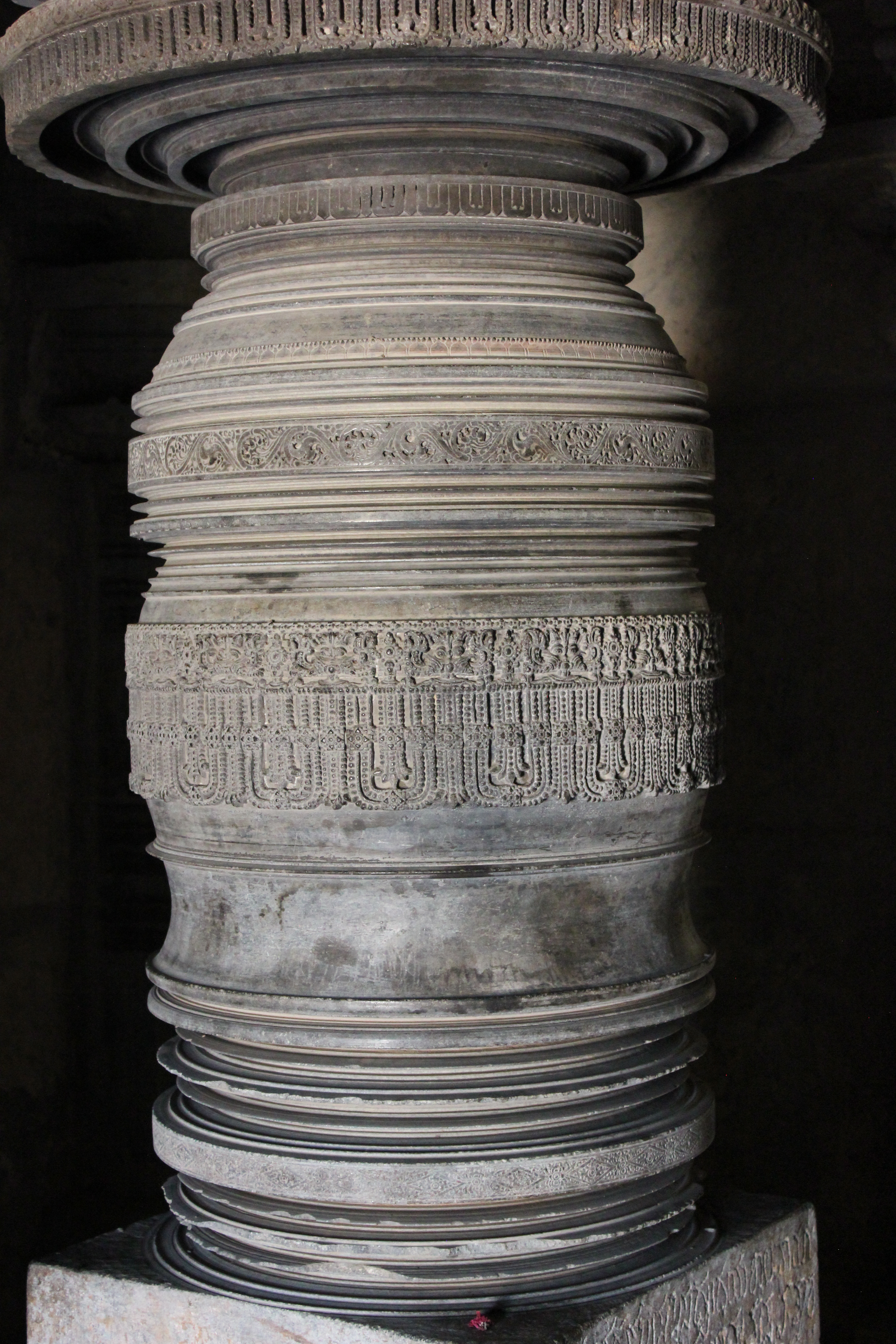
Gedrechselte und beschnitzte Säule
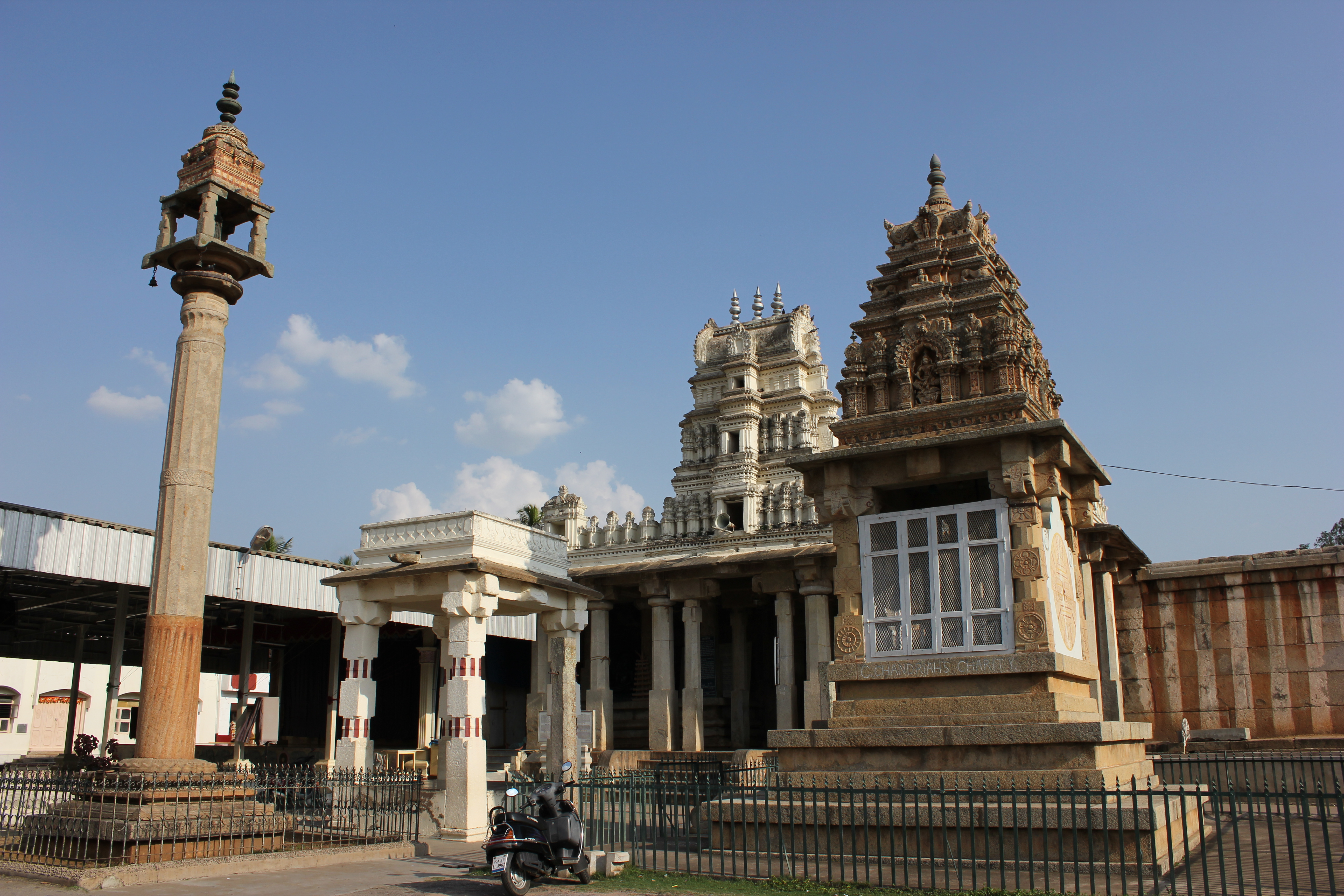
Bhandara Basadi